# Somlójenő
Somlójenő is een plaats (község) en gemeente in het Hongaarse comitaat Veszprém. Somlójenő telt 313 inwoners (2001).